# Korg M3

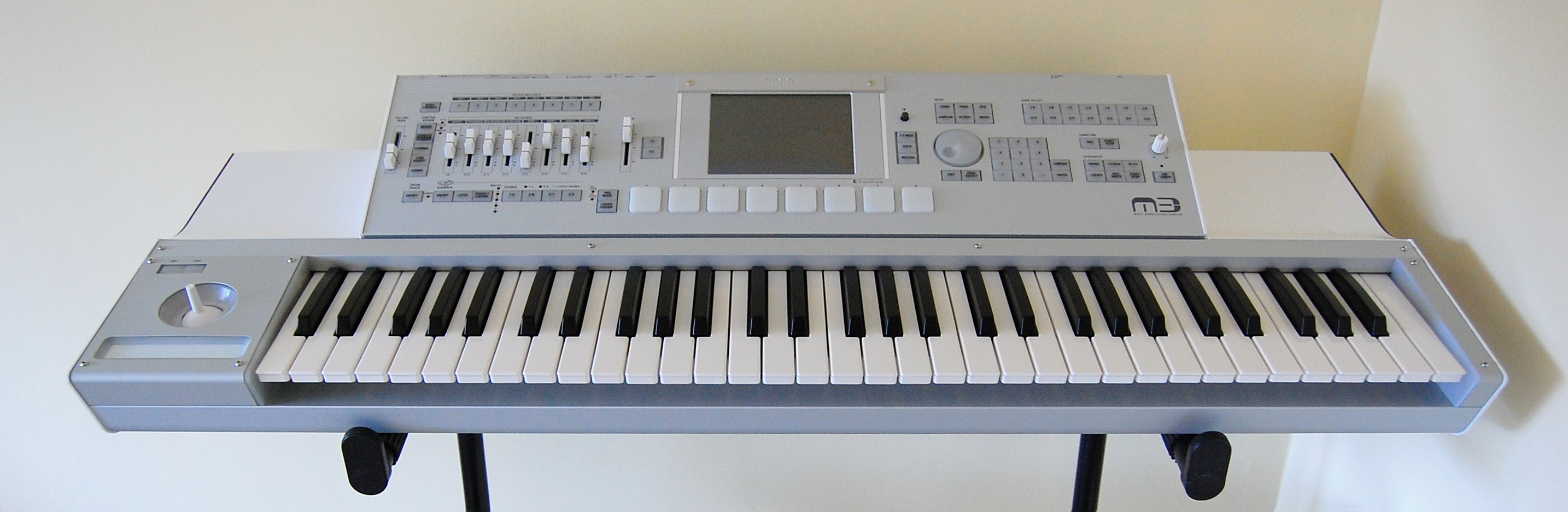

Korg M3 è un sintetizzatore ed una music workstation prodotta dalla Korg e presentata al NAMM Show nel gennaio del 2007. La commercializzazione è cominciata 4 mesi dopo. La M3 sostituisce la famosa serie Triton. Il nome deriva dalla Korg M1, che è considerata la prima generazione di workstation, seguita dalla Korg Trinity/Korg Triton e poi dalla M3.

## Modelli
La Korg M3 viene venduta in diverse versioni:
- M3-M (modulo)
- M3-61 (61 tasti)
- M3-73 (73 tasti)
- M3-88 (88 tasti pesati)

In tutte le versioni a tastiera il modulo sonoro (M3-M) è estraibile.
Nella versione M3-73 è possibile montare contemporaneamente il modulo M3-M ed il modulo Radias R venduto separatamente.
Nella versione M3-88 è possibile montare contemporaneamente il modulo M3-M ed un altro modulo a scelta tra M3-M e Radias R. I moduli aggiuntivi sono venduti separatamente.

## Premi
La Korg M3 ha vinto i seguenti premi:
- Musikmesse International Press Award 2008 come miglior Keyboard Workstation.[1]
- Musikmesse International Press Award 2007 come miglior Keyboard Workstation.[2]

## Musicisti che hanno usato M3 Korg
- Jean-Michel Jarre
- John Paul Jones
- Chris Lowe
- Panda Bear
- Derek Sherinian
- Rick Wakeman
- Yanni
- Peter Kind